# Communauté de communes la Domitienne
La Communauté de communes la Domitienne es una estructura intermunicipal francesa, situada en el departamento de Hérault y la región Occitania.

## Composición
La Communauté de communes la Domitienne se compone de 8 municipios:
1. Maureilhan
2. Cazouls-lès-Béziers
3. Colombiers
4. Lespignan
5. Maraussan
6. Montady
7. Nissan-lez-Enserune
8. Vendres